# بیلی اوانز (بازیکن فوتبال، زاده ۱۹۲۱)
بیلی اوانز (انگلیسی: Billy Evans; ۵ سپتامبر ۱۹۲۱ – ۲۶ ژوئیهٔ ۱۹۶۰) بازیکن فوتبال اهل بریتانیا بود.
از باشگاه‌هایی که در آن بازی کرده‌است می‌توان به باشگاه فوتبال گریمزبی تاون و باشگاه فوتبال استون ویلا اشاره کرد.